# Odontoconus robustus
Odontoconus robustus är en insektsart som beskrevs av Heinrich Hugo Karny 1923. Odontoconus robustus ingår i släktet Odontoconus och familjen vårtbitare. Inga underarter finns listade i Catalogue of Life.